# (18427) 1994 AY
1994 أي واي (ويعرف أيضًا باسم (18427) 1994 أي واي وفق تسمية الكوكب الصغير) (بالإنجليزية: 1994 AY)‏ هو كويكب ضمن حزام الكويكبات؛ وترتيبه 18427 من حيث الاكتشاف.
اكتُشف هذا الجُرم الفلكي بواسطة تاكاو كوباياشي في 4 يناير 1944.

## وصلات خارجية
- (18427) 1994 AY في قاعدة بيانات مختبر الدفع النفاث لأجرام النظام الشمسي الصغيرة

- الاكتشاف · مخطط المدار ·  العناصر المدارية · المعلمات المادية

- (18427) 1994 AY على موقع ويكي سكاي: DSS2, SDSS, GALEX, IRAS, Hydrogen α, X-Ray, Astrophoto, Sky Map, Articles and images